# Ciało stałe

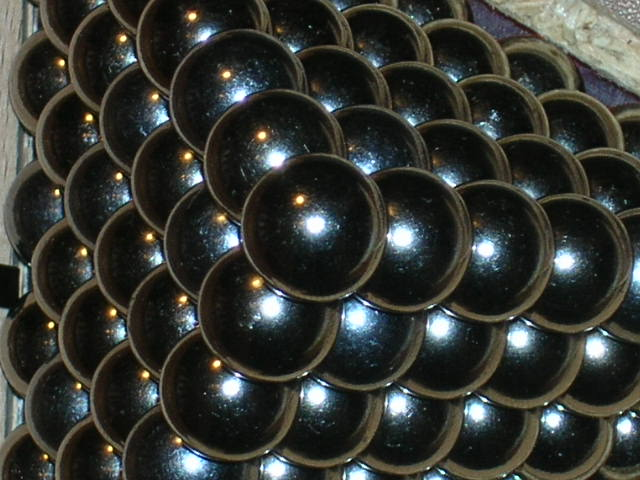
Model budowy krystalicznego ciała stałego

Ciało stałe – rodzaj ciała, każda substancja, która nie jest płynna, a ujęciu makroskopowym zachowuje określony i trwały kształt . Ciało stałe jest pojęciem mało precyzyjnym i mogą w nim występować w rzeczywistości różne stany skupienia materii zwane bardziej precyzyjnie fazami fizycznymi. Właściwości ciał stałych są przedmiotem badań fizyki ciała stałego.
Istnieją ciała stałe krystaliczne, które mają różne fazy:
- kryształy plastyczne
- kryształy condis
- kwazikryształy.

Niektóre są w stanie "zamrożonego nieporządku" inaczej mówiąc bezpostaciowe, który z termodynamicznego punktu widzenia jest niestabilny (choć może istnieć bardzo długo). Taką fazę nazywa się fazą szklistą lub fazą amorficzną. Substancja stała w stanie szklistym, której przykładem jest szkło, może być traktowana jak ciecz o nieskończenie dużej lepkości.
W wielu substancjach, jak np. w tworzywach sztucznych lub w metalach często zdarza się, że w stanie stałym występują jednocześnie dwie fazy, np. krystaliczna i amorficzna, tworząc złożoną mikrostrukturę, decydującą o własnościach mechanicznych całego materiału.
Cząsteczki ciała stałego ułożone są stosunkowo blisko siebie. Siły przyciągania między nimi są bardzo duże, dlatego ciało w tym stanie trudno jest rozerwać lub pokruszyć. Cząsteczki i atomy w ciałach stałych nie przemieszczają się w większej skali, a tylko wykonują drgania wokół swoich położeń równowagi.